# Neustadt (Detmold)
Die Häuser in der Neustadt sind eine Reihe denkmalgeschützter Gebäude in Detmold im Kreis Lippe (Nordrhein-Westfalen).

## Geschichte

### Die Häuser

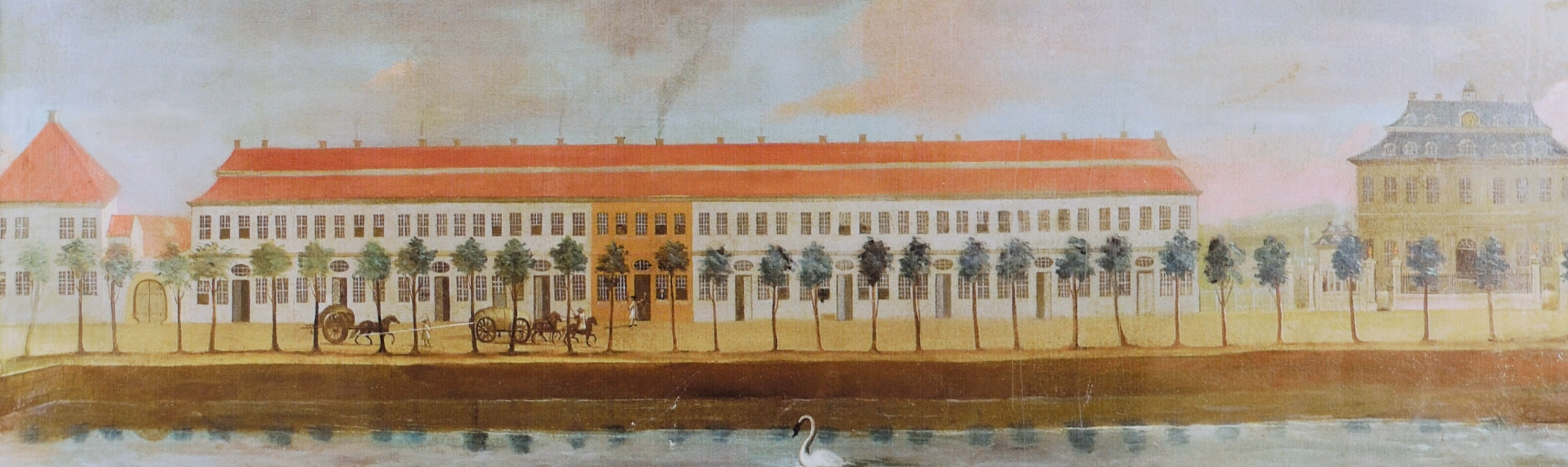
Die Neustadt um 1750 auf dem Gemälde eines unbekannten Künstlers

Zusammen mit der Realisierung des Friedrichstaler Kanals veranlasste Graf Friedrich Adolf zu Beginn des 18. Jahrhunderts die erste Erweiterung der Stadt Detmold über die alte Stadtmauer hinaus. Sie umfasste neben der Häuserzeile auch das Haus Favorite, auch Friedamadolfsburg oder später Neues Palais genannt, heute die Hochschule für Musik Detmold.
Die zehn Gebäude bilden eine durchgehende Reihenhauszeile und waren ursprünglich nach identischen Plänen aufgebaut: Einfache Putzbauten mit einem Obergeschoss und Mansarddach. Im Erdgeschoss befand sich mittig die Eingangstür, darüber ein ovales Oberlicht. Das Obergeschoss hatte zur Straßenseite fünf Fenster, im Erdgeschoss symmetrisch zum Eingang links und rechts jeweils zwei, die mit den Fenstern im darüberliegenden Geschoss eine Achse bildeten.
Durch Umbauten gegen Ende des 19. Jahrhunderts sind die meisten Häuser deutlich verändert und teilweise neu aufgeteilt worden.

### Die Straße
Die ursprüngliche Neustadt von 1720 umfasste nur die zehn hier aufgeführten Häuser, die fortlaufend durchnummeriert waren. Eine Umbenennung fand in der Zeit des Nationalsozialismus statt, auf Beschluss der Stadt Detmold bezeichnete man die Straße nun als „Hitlerdamm“, um ab 1945 wieder ihren alten Namen zu erhalten. Im Jahr 1970 oder 1975 erfolgte eine erneute Umbenennung und die bisherige Neustadt wurde Teil der (gegenüber dem Friedrichstaler Kanal gelegenen) Allee. Damit erhielten die Häuser auch neue, ausschließlich gerade Hausnummern. Erst 1993 wurde auf Beschluss des Stadtrats die Neustadt wieder zur Neustadt, behielt dabei aber ihre Allee-Hausnummern bei.
Obwohl eigentlich nicht zur Neustadt gehörend, zählt man heute auch folgende, ebenfalls denkmalgeschützte Bauwerke dazu:
- Hotel Lippischer Hof
- Neues Palais mit Palaisgarten, Bergkeller-Portal und Turbinenhaus
- Detmolder Sommertheater
- Neuer Krug
- Obere Mühle

## Einzelbeschreibungen der Häuser
Verwendet wird die aktuelle Hausnummerierung.

### Nr. 2
Das erste und nördlichste Haus lässt noch am ehesten den Originalzustand der Häuserreihe erkennen. Das sandsteingerahmte Oberlicht enthält die Inschrift „AUXILIO DEI ET DOMINI MEI CLEMENTISSIMI“ („Mit Hilfe Gottes und meines allergnädigsten Herren“). Über der Tür befinden sich die Angabe „ANNO 1707“ sowie ein kleines Allianzwappen.

### Nr. 4
Dieses Gebäude wurde um 1900 um ein Geschoss aufgestockt, gleichzeitig wurde die Fassade um wilhelminischen Stuck ergänzt. Im Erdgeschoss ist noch eine barocke Stuckdecke aus der Bauzeit erhalten.

### Nr. 6
Bei den heutigen Häusern 6 bis 10 handelte es sich ursprünglich um zwei fünfachsige Gebäude. Aus einer Zeichnung Hugo von Donops aus dem Jahr 1865 geht hervor, dass dieses Haus mit dem Nachbarhaus ein durchgehendes, siebenachsiges Gebäude mit einer Toreinfahrt an der siebten Achse bildete. Zwischen 1867 und 1885 erfolgte die Teilung in zwei Einzelhäuser und beide Gebäude erhielten Haustüren mit Natursteineinrahmung. Das Mansarddach musste straßenseitig einer Dachterrasse weichen. 1960 wurde schließlich das Erdgeschoss zu seiner heutigen Form umgebaut.

### Nr. 8
Zusammen mit den (heutigen) Hausnummern 6 und 10 wurde Nr. 8 nach 1867 neu aufgeteilt und erhielt dabei sein jetziges Aussehen. Gleichzeitig mit Nr. 6 musste das Mansarddach der Dachterrasse weichen, es erfolgte jedoch später ein Rückbau.

### Nr. 10
Wurde in der Zeit zwischen 1867 und 1885 zusammen mit Nr. 6 und Nr. 8 von einem fünf- zu einem dreiachsigen Traufenbau umgebaut. 1897 erfolgten diverse Umbauten, so wurde das Gebäude um ein Stockwerk erweitert, ein zweiter Eingang wurde gebaut, ebenso ein Balkon im ersten Obergeschoss und die Fassade mit Stuck verziert. 1935 fand eine erneute Umgestaltung der Fassade statt, wovon heute noch der Quaderputz im Erdgeschoss erhalten ist.
Das Gebäudeinnere zeigt teilweise Ausstattung aus dem Jahr 1897, so z. B. den gefliesten Hausflur, ein Treppenhaus mit zweiflügeliger Holzpodesttreppe und historische Türen mit Messingbeschlägen.

### Nr. 12
Türsturz mit Inschrift „IOHANN FRIEDRICH SCHENCK WILHELMINA FLOR. SOPHIA KOCH“ sowie „ANNO 1734“. Über dem Oberlicht steht „CANDIDE ET CONSTANTER.“ („Aufrichtig und Beharrlich.“). Die Fenster im Obergeschoss sind von kannelierten Pilastern umgeben, die vermutlich um 1850 angebracht wurden. Für das Gebäude ist eine historische Nutzung als Weinhandlung belegt.
Im Hof, angrenzend an das südliche Nachbargrundstück, steht ein baulich getrennter, gestreckter Massivbau mit den Maßen 6 × 18 m, der vermutlich als Lager-, Wirtschafts- und Verkaufsgebäude von Johan Friedrich Schenck laut Türsturzinschrift in den Jahren 1731/32 errichtet wurde. Das Walmdach des eingeschossigen Bauwerks ist mit engobierten Hohlpfannen gedeckt. Über dem halb eingetieften Keller mit Kreuzgratgewölbe befindet sich das Wohngeschoss, das über eine zweiläufige Freitreppe aus Sandstein mit Eisengeländer zu erreichen ist. Der Werksteinrahmen der Eingangstür weist die Jahreszahl 1732 auf.

### Nr. 14
Das Haus wurde 1890 überarbeitet. Im Obergeschoss sind Teile der historischen Innenausstattung aus dem ausgehenden 19. Jahrhundert erhalten.

### Nr. 16
Türsturz zeigt die Inschrift „CAROL SENFU:IOHANNA MAGDALENA WINTERS:1708“. Das Gebäude wurde 1907 vom damaligen Stadtbaumeister Paul Schuster im barocken Stil überarbeitet und erweitert. Die Fassade erhielt Stuckdekorationen um die Fensterachsen, die Fensterbrüstungen wurden mit Rauputzfeldern belegt. Das Eisengeländer an der Dachterrasse stammt ebenfalls aus der dieser Zeit. Nach hinten ist das Haus durch einen angefügten Flügel erweitert worden. Aus der Umbauzeit sind teilweise noch Stuckdecken erhalten, ebenso Terrazzoböden und Terrakotta-Wandfliesen im Hausflur.

### Nr. 18
Eine Umgestaltung des Hauses fand um 1860 statt. Die Fenster im Obergeschoss erhielten profilierte Verkleidungen, Verdachungen und Fensterbänke auf Konsolen. Zwischen den Geschossen wurden profilierte Gesimse angebracht. Die Eingangstür wurde mit kannelierten Pilastern auf Piedestalen und nach oben abschließenden Kapitellen umgeben, darüber eine waagerechte Verdachung mit aufgesetztem Dreiecksgiebel. 1889 ist das Mansarddach zurückgebaut worden, so dass auch hier eine Dachterrasse mit Eisenbrüstungsgitter entstand. 1956 sind der Quaderputz im Erdgeschoss sowie die analog zur Tür gestalteten Fenster entfernt worden, womit sich das heutige Erscheinungsbild ergab. Im Hof befindet sich ein überbauter Kreuzgratgewölbekeller.
Nach einem Brand im November 1993 ist der Denkmalwert eingeschränkt.

### Nr. 20
Nach 1867 sind die vormaligen Häuser 9 und 10 zu einem großen, zehnachsigen Gebäude vereint worden. Das Dach der ehemaligen Nr. 9 befindet sich – mit Ausnahme der Gauben – noch im ursprünglichen Zustand, während es bei dem anderen Gebäudeteil schon vor 1867 leicht zurückgenommen wurde. 1882 erfolgte ein südlicher Anbau (Gartenzimmer) mit zurückgesetztem ersten Obergeschoss und Pilastergliederung. Vermutlich zeitgleich wurde die Haustür verlegt und die Fassade mit spätklassizistischer Dekoration versehen: Genuteter Putz im Erdgeschoss, Rosettenfries unterteilt Erdgeschoss und Obergeschoss, profilierte Faschen um die Fenster im ersten Obergeschoss, unterhalb der Dachtraufe Gesims mit Zahnschnitt.
Die spätklassizistische Ausstattung im Inneren ist noch in gutem Erhaltungszustand.
Zum Süden schließt sich eine vor 1867 erbaute Mauer an. Die ehemals höhere und längere Backsteinmauer erhielt zwischen 1882 und 1889 ihre heutige Form. Sie wurde mit Zementputz neu gestaltet, um die Ecke zur Gartenstraße gezogen und dort mit profilierten Werksteinabdeckungen versehen. Die neubarocke Toreinfahrt an der Gartenstraße ist wohl bei einem Umbau 1951/52 entstanden.